# Christian Heinrich Friedrich Peters
Christian Heinrich Friedrich Peters (19 de setembro de 1813 - 18 de julho de 1890) foi um astrônomo dinamarquês, e um dos primeiros a descobrir asteroides.
Nasceu em Schleswig-Holstein, então parte da Dinamarca mas depois parte da Alemanha. Ele falava muitas línguas e passou um tempo na Itália e Império Otomano antes de ir para os Estados Unidos em 1854.
Trabalhando no Hamilton College em Clinton, Nova Iorque (perto de Utica), ele foi um prolífico descobridor de asteroides, descobrindo 48 deles, o primeiro foi 72 Feronia em 1861 e o último foi 287 Nephthys em 1889.
Ele estava envolvido em processos judiciais em 1889 com o seu ex - assistente Charles A. Borst, e o "Grande Star - Catálogo Case" Peters contra Borst passou antes do Supremo Tribunal de Nova Iorque. O juiz apoiava Peters, mas muitos astrônomos e jornais apoiaram Borst. Peters faleceu não muito tempo depois. Após a sua morte, a sentença foi revertida em última instância, em recurso e foi ordenado um novo julgamento, mas nunca aconteceu. O eminente astrônomo Simon Newcomb, dedica um capítulo de suas memórias a Peters, devido ao seu grande talento científico.
Além de asteróides, ele foi co - descobridor cometa periódico 80P/Peters-Hartley, e também descobriu várias nebulosas e galáxias.

## Asteroides descobertos
| 72 Feronia    | 29 de maio de 1861      |
| 75 Eurydike   | 22 de setembro de 1862  |
| 77 Frigga     | 12 de novembro de 1862  |
| 85 Io         | 19 de setembro de 1865  |
| 88 Thisbe     | 15 de junho de 1866     |
| 92 Undina     | 7 de julho de 1867      |
| 98 Ianthe     | 18 de abril de 1868     |
| 102 Miriam    | 22 de agosto de 1868    |
| 109 Felicitas | 9 de outubro de 1869    |
| 111 Ate       | 14 de agosto de 1870    |
| 112 Iphigenia | 19 de setembro de 1870  |
| 114 Kassandra | 23 de julho de 1871     |
| 116 Sirona    | 8 de setembro de 1871   |
| 122 Gerda     | 31 de julho de 1872     |
| 123 Brunhild  | 31 de julho de 1872     |
| 124 Alkeste   | 23 de agosto de 1872    |
| 129 Antigone  | 5 de fevereiro de 1873  |
| 130 Elektra   | 17 de fevereiro de 1873 |
| 131 Vala      | 24 de maio de 1873      |
| 135 Hertha    | 18 de fevereiro de 1874 |
| 144 Vibilia   | 3 de junho de 1875      |
| 145 Adeona    | 3 de junho de 1875      |
| 160 Una       | 20 de fevereiro de 1876 |
| 165 Loreley   | 9 de agosto de 1876     |
| 166 Rhodope   | 15 de agosto de 1876    |
| 167 Urda      | 28 de agosto de 1876    |
| 176 Iduna     | 14 de outubro de 1877   |
| 185 Eunike    | 1 de março de 1878      |
| 188 Menippe   | 18 de junho de 1878     |
| 189 Phthia    | 9 de setembro de 1878   |
| 190 Ismene    | 22 de setembro de 1878  |
| 191 Kolga     | 30 de setembro de 1878  |
| 194 Prokne    | 21 de março de 1879     |
| 196 Philomela | 14 de maio de 1879      |
| 199 Byblis    | 9 de julho de 1879      |
| 200 Dynamene  | 27 de julho de 1879     |
| 202 Chryseis  | 11 de setembro de 1879  |
| 203 Pompeja   | 25 de setembro de 1879  |
| 206 Hersilia  | 13 de outubro de 1879   |
| 209 Dido      | 22 de outubro de 1879   |
| 213 Lilaea    | 16 de fevereiro de 1880 |
| 234 Barbara   | 12 de agosto de 1883    |
| 249 Ilse      | 16 de agosto de 1885    |
| 259 Aletheia  | 28 de junho de 1886     |
| 261 Prymno    | 31 de outubro de 1886   |
| 264 Libussa   | 22 de dezembro de 1886  |
| 270 Anahita   | 8 de outubro de 1887    |
| 287 Nephthys  | 25 de agosto de 1889    |